# Rio della Tana

Rio de la Tana şi canalele adiacente

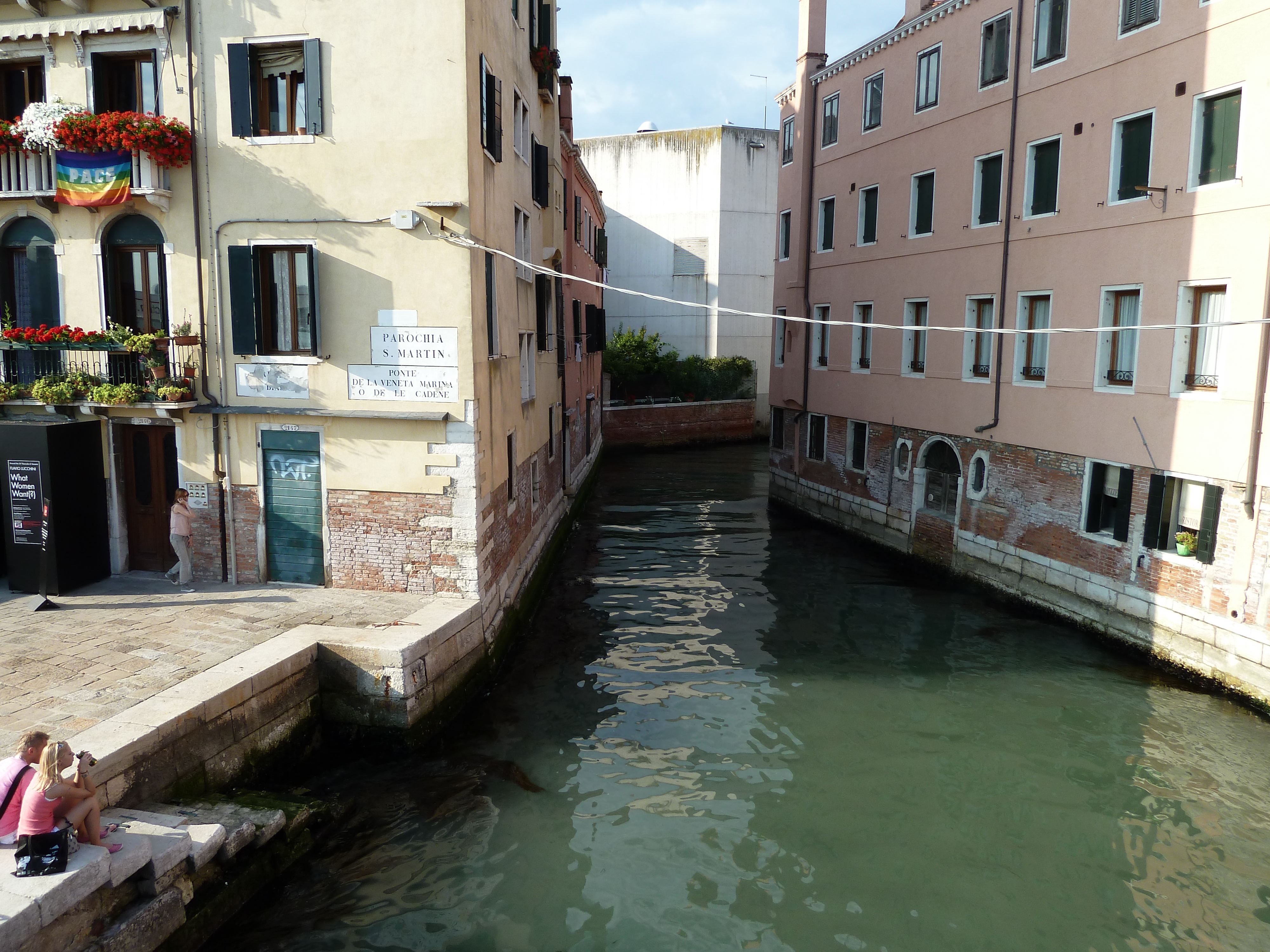
Debutul canalului în partea de est

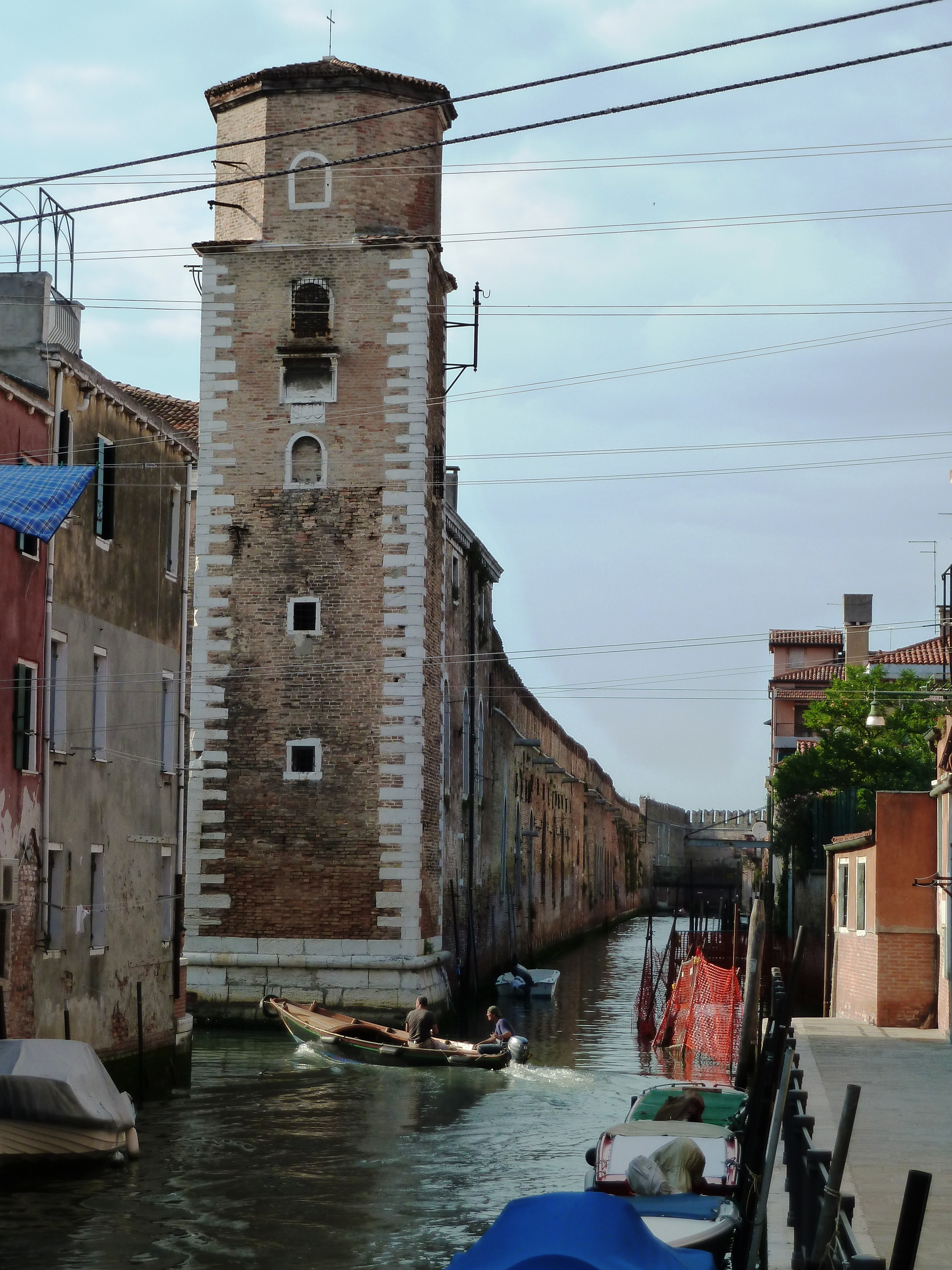
Turnul Sf. Petru şi Paul şi, la dreapta sa, rio de San Gerolamo

Rio della Tana (în venețiană de la Tana) este un canal din Veneția în sestiere Castello. 

## Origine
Numele canalului vine de la numele unui oraș aflat la vărsarea râului Don, de unde provenea cânepa utilizată pentru producerea frânghiilor în atelierele Tana, marele atelier de corzi.

## Teza longa de la Tana

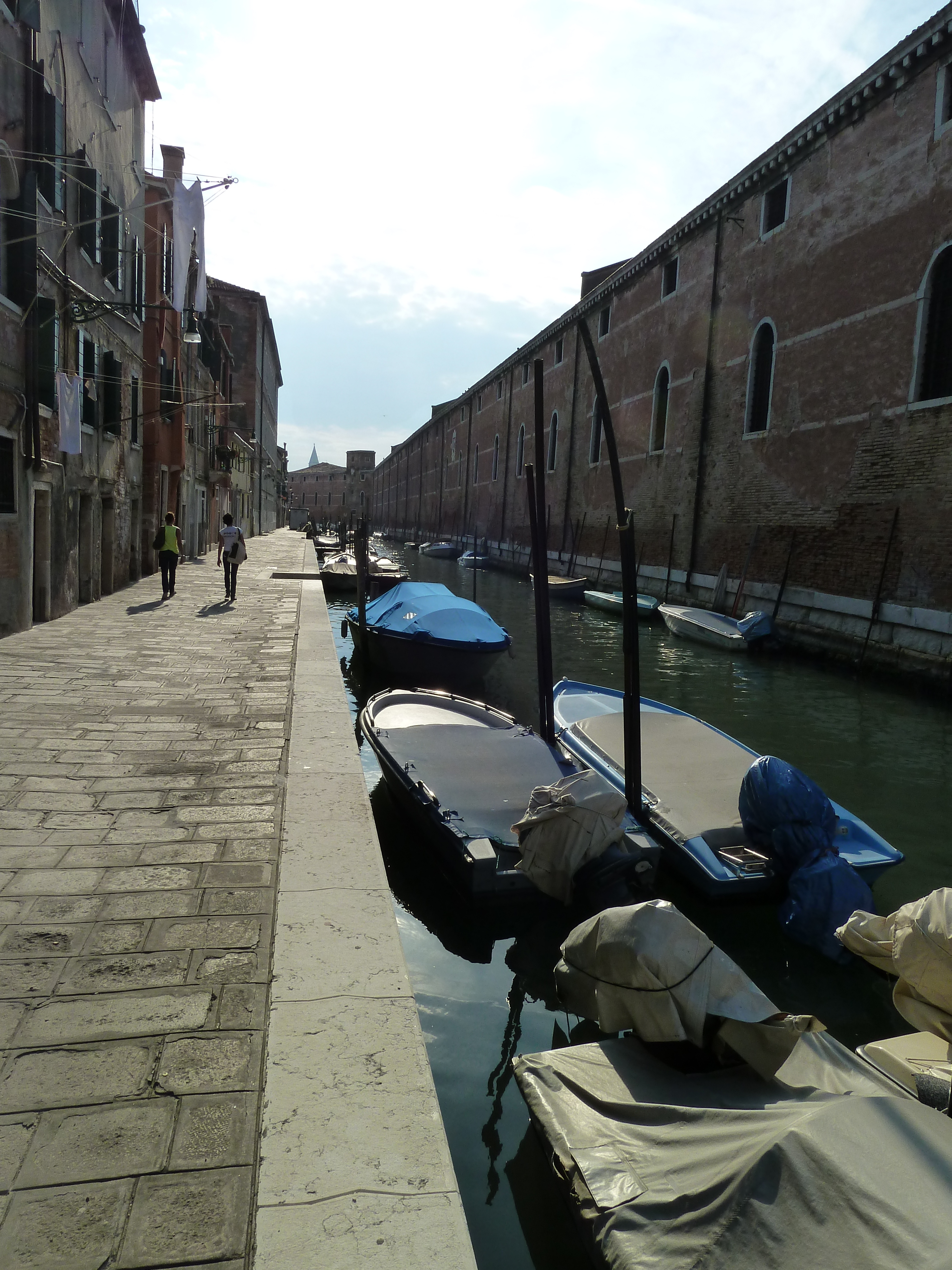
Canalul scăldând Teza longa

Tana avea monopolul asupra fabricării cablurilor și frânghiilor pentru navele de război și de comerț. Numele provenea de la mlaștina care a fost secată pentru a face rost de terenul necesar pentru construcția sa, dar o altă versiune se referă la Tana(is), locul unde se recolta cânepa.
Galerele și navele cu pânze în general aveau nevoie de o cantitate considerabilă de frânghii de diferite grosimi: de la cordino subțiri pentru a coase velele la frânghii groase pentru ancore și amarare, utilizate pentru a fi rulate pe tachelaj.
La 7 iulie 1302, Maggior Consiglio a decis construirea unei clădiri în care să se confecționeze frânghiile și să fie folosită și ca depozit de cânepă. Concomitent cu prima extindere a arsenalului, care s-a realizat pe trenul situat la sud de lacul San Daniele, noua clădire de cărămidă a fost finalizată în 1303 și a fost numită Caxa del canevo, dar și Teza longa de la Tana. În 1440, în urma exploziei pulberăriei (caxa de le polveri), partea dinspre est a clădirii a suferit pagube considerabile așa că a trebuit să fie demolată. Reconstrucția a durat până în 1449.
În 1579, în locul caxa du canevo a început construirea teza longa de la Tana, după un proiect realizat de arhitectul Antonio da Ponte, deja celebru pentru realizarea podului Rialto, chiar dacă a trebuit să țină cont de observațiile nobilului Marcantonio Barbaro, expert arhitect, prietenul lui Andrea Palladio și senator influent, proveditore al Arsenalului între 1583 și 1585. El a exprimat îndoieli cu privire la luminozitatea interioară a clădirii și la costul estimat de realizare a bolților ce acopereau navele, iar Senatul a aprobat modificarea proiectului inițial. Lucrările deja finalizate între timp nu au trebuit să fie demolate, însă, iar atelierul a fost terminat în 1583. 
Noua teza longa de la Tana măsura 315 de metri în lungime și avea o lățime de 21 de metri împărțită în trei nave prin două linii paralele de 43 de coloane mari în stil toscan, circulare și din cărămidă, care susțineau cele două coridoare (coridori de sora) laterale, la o înălțime de 7.20 metri. Înălțimea interioară a clădirii, inclusiv cele două mansarde, este de aproximativ 9,7 metri. Ferestrele care luminează coridori de sora au fost recuperate de la vechile ateliere din secolul al XlV-lea.
Funcționalitatea clădirii a fost îmbunătățită în timpul reconstrucției, datorită dezvoltării sale în lungime pentru a îndeplini cerințele pentru a lucra cele mai lungi frânghii posibile. Tradiția venețiană prevedea ca frânghiile vaselor să fie compuse din exact 1.098 de fire de cânepă răsucite.
Încă de la fondarea sa Tana a fost concepută ca un corp autonom și detașată de restul arsenalului cu care fusese legată abia în 1779. Clădirea are de asemenea propriile porta da tera și porta da mar. Ieșind din atelierul secolului al XIV-lea, cele două clopotnițe de veghe aflate de-a lungul clădirii sunt numite astfel: cea din colțul de sud-est, restaurată în 1526, turnul Sfinților  Petru și Pavel, și cea dinspre vest turnul de mezo, în colțul în care clădirea iese din Tana. La căderea Republicii, Tana și-a încetat activitatea.
Intervențiile din secolul al XIX-lea ai împărțit clădirea în două partiții care au desfigurat iremediabil continuitatea spațială, nemaipermițând perspectiva de 315 de metri lungime a instalației sau spectacolul oferit de căpriorii descoperiți, element constant în toate clădirile Arsenalului. De asemenea, coridori de sora au fost modificate și ancora veche din lemn a fost dată jos și reconstruită din beton.
Restaurarea atentă a transformat teza longa de la Tana în zona de expoziție pentru Bienala de la Veneția.

## Descriere
Rio de la Tana are o lungime de 539 de metri. El prelungește rio di Sant'Anna către vest pentru a se vărsa în Bazinul San Marco.

## Localizare
Pe malurile acestui canal se află:
- fondamenta della Tana;
- Arsenalul Venețian;
- biserica San Biagio;
- palazzetto dello Sport;
- biserica San Francesco di Paola;
- casa fraților Bandiera.

## Poduri
Canalul este traversat de trei poduri, de la est la vest: 

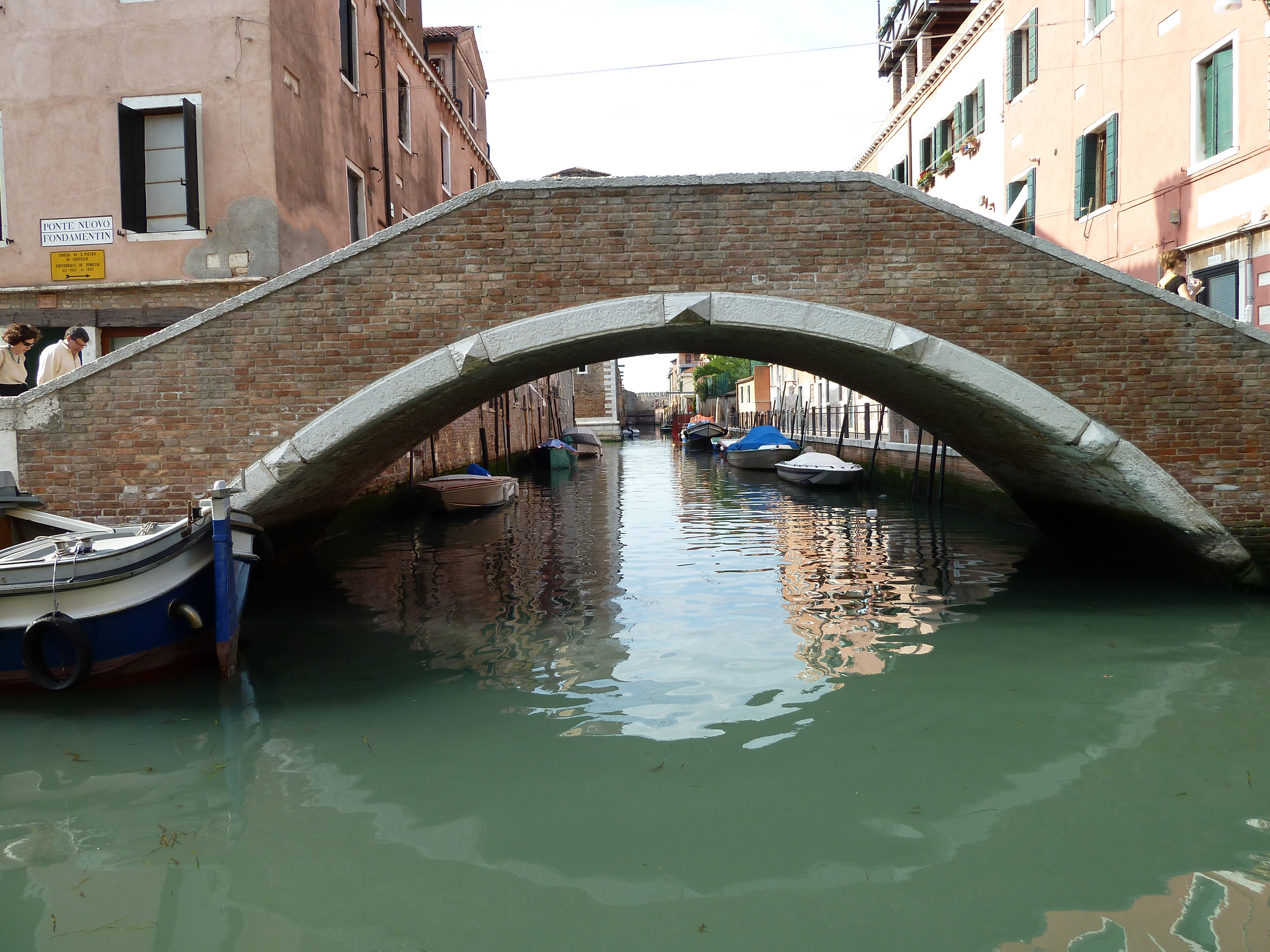
Ponte Novo care se află la intersecţia cu rio de Sant'Ana şi leagă Fondamenta san Gioachin şi Via Garibaldi
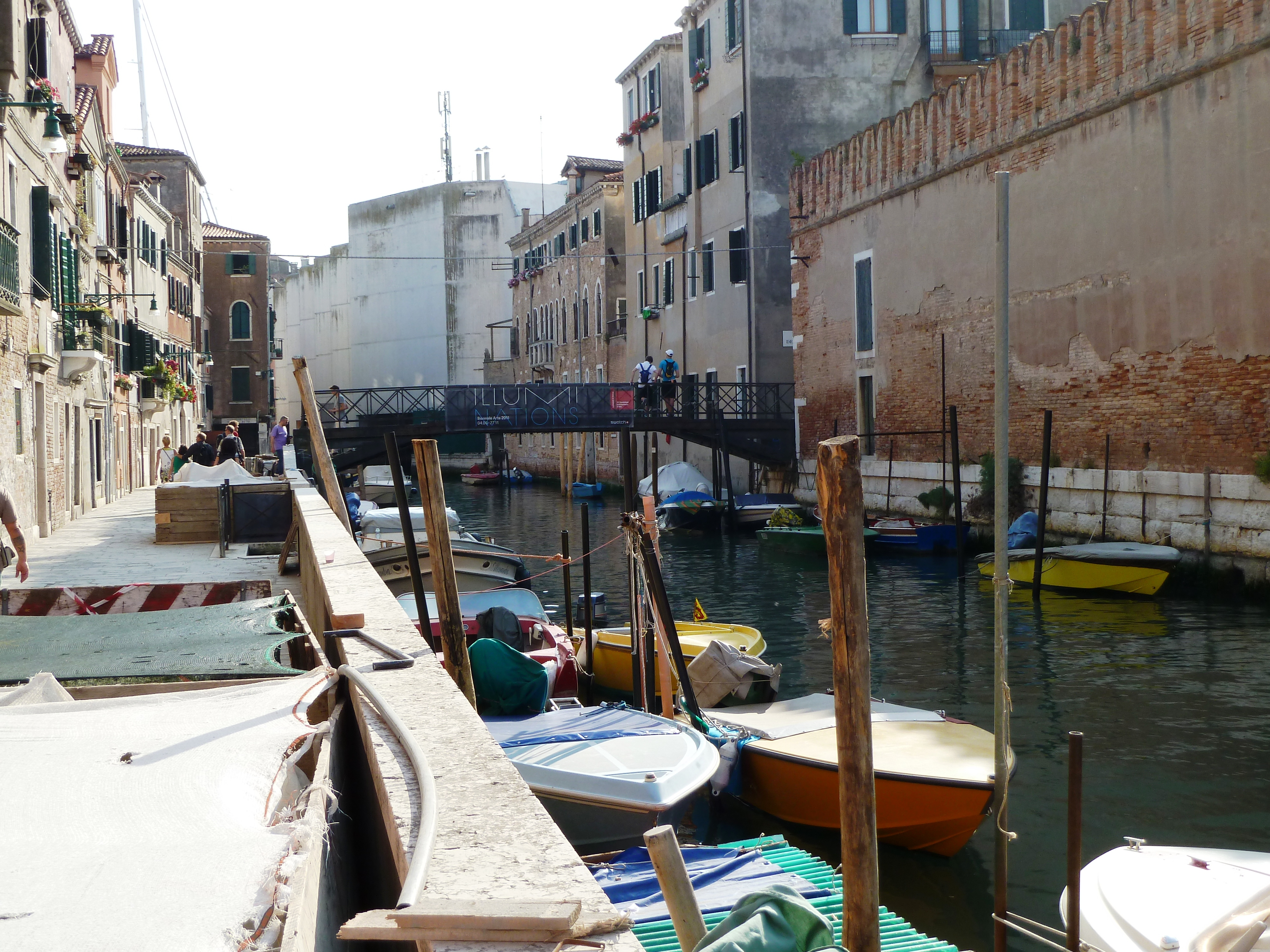
Ponte de la Tana care leagă campo şi fondamenta omonime
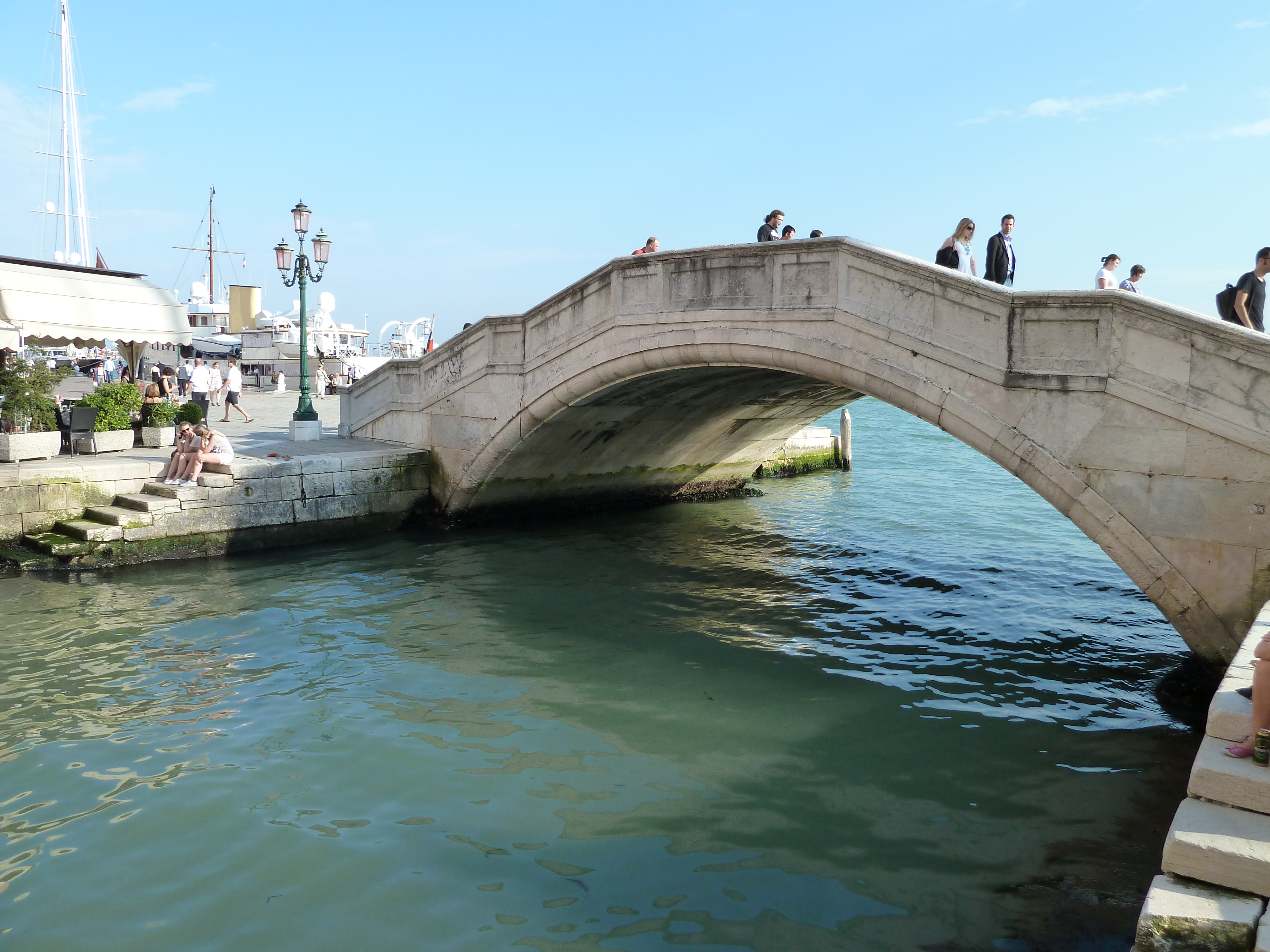
Ponte de la Veneta Marina sau de le Catene[1] care leagă Via Garibaldi şi riva Sette Martiri de Riva San Biasio